# Louise Redknapp
Louise Elizabeth Redknapp (nacida Nurding; Lewisham, Londres, 4 de noviembre de 1974), conocida profesionalmente como Louise, es una cantante, compositora, actriz y presentadora de televisión británica. Fue miembro de Eternal, un girl group de R&B que debutó en 1993 con su álbum de estudio Always & Forever. En 1995, abandonó el grupo para hacer una carrera como solista, en la que lanzó los discos Naked (1996), Woman In Me (1997) y Elbow Beach (2000). Ha vendido más de 5 millones de discos en el Reino Unido y 15 millones de discos en todo el mundo. Además de la música, Louise ha presentado varios programas de televisión y fue juez en la versión del Reino Unido de So You Think You Can Dance. En 2016, llegó a la final en la serie 14 de Strictly Come Dancing de BBC One. Estuvo casada con el exfutbolista británico Jamie Redknapp, con el que tuvo dos hijos. Las memorias de Redknapp tituladas You've Got This: And Other Things I Wish I Had Known se publicaron en 2021.

## Trayectoria
Redknapp nació como Louise Elizabeth Nurding en Lewisham, Londres. Su padre era constructor y su madre trabajaba en el aeropuerto de Gatwick.  Redknapp y sus dos hermanos menores crecieron en Eltham, Londres, y Oxted, Surrey. Se describe a sí misma como proveniente de una familia monoparental con su madre.
A la edad de 11 años, Redknapp ganó una beca para la Academia de Artes Teatrales Italia Conti en Londres, donde conoció a su futuro colega de Eternal, Kéllé Bryan, en su primer día.

### Eternal
Mientras salía de fiesta a la edad de 15 años, Redknapp conoció al manager musical Oliver Smallman de First Avenue Management, que estaba formando un grupo de chicas.  Posteriormente presentó a Denis a Kéllé Bryan. Kéllé y Redknapp, junto con las hermanas Easther y Vernie Bennett, formaron la banda Eternal en 1992.  El grupo interpretó R&B y grabó varios éxitos durante la década de 1990. El sencillo debut de Eternal, "Stay", entró en las listas del Reino Unido en el número 16 y subió al número 4.  y su álbum debut, Always and Forever se convirtió en el primer álbum de un grupo femenino en alcanzar más de un millón de ventas en el Reino Unido. Redknapp dejó el grupo en 1995 para seguir una carrera en solitario,  en medio de rumores infundados de que se vio obligada a irse porque una estación de radio en los Estados Unidos dedicada a la música negra no promocionaría al grupo racialmente mixto.  Redknapp dice que se fue porque se sentía miserable y extrañaba su hogar.

### Carrera como solista con EMI
A fines de 1995, Redknapp firmó un contrato discográfico con First Avenue y EMI Records. Ahora profesionalmente conocida simplemente como Louise, su primer single solista fue la balada orquestal «Light of My Life» (que alcanzó el número ocho en las listas británicas). Su segundo lanzamiento en solitario, «In Walked Love» (anteriormente fue un hit del álbum homónimo de 1992 del grupo pop Exposé), tuvo menos éxito y no entró al top 10 del Reino Unido. Sin embargo, el tercer sencillo de Redknapp, «Naked», cambió las cosas y se convirtió en su mayor éxito hasta la fecha, alcanzando el número 5 en el Reino Unido.
El álbum debut en solitario de Redknapp, también titulado Naked, se lanzó posteriormente en 1996 tras el éxito del sencillo. El álbum recibió críticas tibias, pero, sin embargo, alcanzó el número 7 en la lista de álbumes del Reino Unido. Posteriormente, la BPI lo certificó como disco de platino por haber vendido más de 400.000 copias solo en el Reino Unido y más de un millón de copias en todo el mundo. Se lanzaron dos sencillos más: "Undivided Love" (número 5 en el Reino Unido) y "One Kiss from Heaven" (número 9 en el Reino Unido).
En 1997, Redknapp regresó con el sencillo "Arms Around the World", que alcanzó el número cuatro en el Reino Unido. Su segundo álbum en solitario, Woman in Me, alcanzó el número 5 en el Reino Unido y luego obtuvo el estatus de platino en el Reino Unido y vendió más de un millón de unidades en todo el mundo. El álbum también tuvo un impacto en toda Europa, apareciendo en las listas de varios países. Para apoyar y celebrar el éxito del álbum, Redknapp se embarcó en una gira por todo el Reino Unido con entradas agotadas de más de 20 fechas, incluido el Wembley Arena. "Let's Go Round Again" (una versión de una canción de The Average White Band) fue el segundo sencillo lanzado del álbum, que alcanzó el número diez. 
A comienzos de 1998, la carrera de Redknapp estaba en un punto alto: su segundo álbum había salido de platino, estaba en las portadas de revistas como Smash Hits y GQ, y había sido votada como «La mujer más sexy del mundo» por los lectores de la revista FHM. 
En 1998, Redknapp se centró en hacer lo que ella describió como su "álbum más personal hasta la fecha", Elbow Beach, lanzado en 2000. Redknapp estuvo más involucrada en el proceso de este álbum que en sus dos anteriores, coescribiendo las 12 pistas y coproduciendo la mayoría de ellas.
El primer sencillo de Elbow Beach ,"2 Faced", de estilo R&B, entró directamente en las listas en el número 3 y se convirtió en el sencillo de Redknapp que alcanzó la posición más alta en las listas. A pesar del bombo inicial y los elogios de la crítica, las ventas totales de Elbow Beach fueron más débiles que las dos producciones anteriores y el álbum alcanzó el puesto número 12. Ese mismo año, contrataron a Redknapp para "darle vida" a la Campaña National Egg Awareness de 2000.
Después del lanzamiento de Elbow Beach, a Redknapp le quedaba un álbum de los cinco que tenía en su contrato con EMI (incluido Always and Forever de Eternal). En 2001, el sello decidió lanzar una recopilación de grandes éxitos, que incorporaba todos sus diez sencillos más exitosos (incluidos los que había interpretado con Eternal), llamada Changing Faces – The Best of Louise. La colección incluía tres temas nuevos, incluida una versión del éxito de Five Star de 1987, "The Slightest Touch". El álbum alcanzó el puesto número 9 en el Reino Unido y Redknapp se embarcó en la segunda gira en solitario de su carrera.
Más tarde, EMI lanzó un segundo álbum de grandes éxitos titulado Finest Moments, con una lista de canciones ligeramente diferente.

### 2002–2016: Pausa musical
En 2002, Redknapp firmó un contrato de 1,5 millones de libras con Positive Records (una división de Universal Music) de su manager Oliver Smallman para grabar su cuarto álbum en solitario. El álbum debía lanzarse en 2004 junto con el sencillo «Bounce Back». Sin embargo, debido a que la cantante se quedó embarazada de su hijo Charley, el álbum nunca se lanzó. El único sencillo lanzado del álbum fue el doble lado A «Pandora's Kiss»/«Don't Give Up», que alcanzó el número 5 y recaudó dinero para Tickled Pink/Breast Cancer Care. El álbum inédito vio a Redknapp trabajar con artistas como Sylvia Bennett Smith y Marc 'M2E' Smith, (Destiny's Child, Jamelia, Stacie Orrico, Terri Walker), Mark Hill (Craig David) y Pete Martin (Sugababes, Dannii Minogue, Nate James). El álbum también habría incluido el primer dueto de Redknapp con la boyband 3rd Wish en la canción «Don't Ever Change». En la edición de julio de 2004 de la revista FHM, Redknapp fue nombrada la «Mujer más sexy de la década».

### Regreso a la música
En agosto de 2017, Redknapp publicó una foto de ella misma en el estudio de grabación en su cuenta de Instagram, mostrando que había estado trabajando en nueva música. El 13 de septiembre, Redknapp reveló que volvería a la industria de la música al anunciar su primer espectáculo en vivo en más de 15 años en Under The Bridge en Londres el 22 de diciembre. Titulado 'Intimate & Live', el espectáculo tuvo suficiente demanda para que las entradas se agotaran en menos de 5 minutos, lo que llevó a los promotores y a Redknapp a anunciar fechas adicionales para enero de 2018 en Manchester, Glasgow y Birmingham. El 1 de febrero de 2018, Warner/Chappell UK confirmó que Redknapp había firmado un acuerdo con ellos para lanzar nuevo material más adelante en el año.  En febrero de 2019, Redknapp anunció que había firmado un contrato discográfico global con ADA/Warner Music. El 25 de marzo, Redknapp anunció que su cuarto álbum en solitario, Heavy Love, se lanzaría el 18 de octubre. El sencillo principal, "Stretch", se lanzó el 26 de marzo y recibió elogios de la crítica. Luego lanzó los sencillos siguientes "Lead Me On", "Small Talk", "Breaking Back Together", "Not the Same" y "Hurt" como sencillo adicional después de anunciar que Heavy Love se retrasaría hasta su lanzamiento en 2020.
El 10 de noviembre de 2022, Redknapp lanzó el sencillo "Super Magic".  En una entrevista con la revista Fault, Redknapp compartió: "Quería hacer música que me encantara en lugar de simplemente marcar una casilla de lo que funcionaba en la industria. Creo que siempre he tenido que luchar para demostrar mi valía [...] Sigo luchando para demostrar mi valía. Siento que el obstáculo más difícil es seguir derribando esas puertas para demostrar mi valía".  "Super Magic" es el primer lanzamiento de Redknapp bajo BMG. Debutó en el número 89 en el Top 100 de la lista de descargas de sencillos oficiales del Reino Unido el 18 de noviembre de 2022.
El 12 de enero de 2023, Redknapp anunció que su colección Greatest Hits, que abarca 30 años en la industria de la música, se lanzaría en junio de 2023. La compilación contendrá cinco canciones nuevas, incluida una versión del sencillo de 1997 de Janet Jackson "Together Again". En el mismo mes, Redknapp reveló que había sido elegida como Teen Angel en la producción de verano de 2023 de Grease. Redknapp lanzó versiones reimaginadas de sus sencillos "Just A Step From Heaven" y "Naked" como sencillos promocionales de su compilación Greatest Hits. Su sencillo "High Hopes" fue lanzado el 27 de abril de 2023. El 1 de junio de 2023, Redknapp actuó en un concierto en el Shepherd's Bush Empire; Michelle Gayle apareció como invitada y el excompañera de Eternal, Kéllé Bryan, hizo una aparición sorpresa en el escenario para interpretar el sencillo de 1994 "Crazy". El álbum recopilatorio de Redknapp, Greatest Hits, fue lanzado el 2 de junio de 2023. 
In the same month, Redknapp revealed she had been cast as Teen Angel in the summer 2023 production of Grease. Redkñapp released reimagined versions of her singles "Just A Step From Heaven" and "Naked" as promotional singles from her Greatest Hits compilation. Her single "High Hopes" was released on 27 April 2023. On 1 June 2023, Redknapp performed in concert at the Shepherd's Bush Empire; Michelle Gayle appeared as a guest and former Eternal bandmate Kéllé Bryan made a surprise appearance on stage to perform 1994 single "Crazy". Redknapp's compilation album Greatest Hits was released on 2 June 2023.
El 15 de septiembre de 2023, Redknapp lanzó el extended play de Lil' Lou, que incluía cinco canciones inéditas grabadas originalmente para su álbum de 2000 Elbow Beach; el EP debutó y alcanzó el número 73 en la lista de descargas de álbumes del Reino Unido una semana después.
El 25 de septiembre de 2023, se informó que Redknapp y su excompañera de banda Kéllé Bryan se habían retirado de una supuesta gira de reunión de Eternal programada para 2024 después de que ocurriera una disputa porque sus excompañeras de banda, las hermanas Easther y Vernie Bennett, supuestamente se negaron a tocar en eventos LGBTQ y Pride por objeciones de que la comunidad trans había "secuestrado" Pride. El mánager original de Eternal, Denis Ingoldsby defendió a las hermanas Easther y Vernie afirmando que las hermanas han apoyado a la comunidad LGBT y han tocado en muchos eventos. Ingoldsby declaró que "Redknapp [y su equipo] han tergiversado los hechos para adaptarse a su propia agenda, 'han arrojado [a las hermanas Bennett] debajo del autobús' y están tratando de que los miembros fundadores Easther y Vernie cancelen. Dijo que "a las chicas les encantaba tocar en Pride". "Vernie dijo que tenía algunas preocupaciones sobre el secuestro del movimiento del Orgullo -y no está sola- pero esto se ha utilizado como arma en su contra".

## Otros trabajos
En televisión, Redknapp ha presentado ediciones de SMTV Live, CD:UK, Soccer Aid: Extra Time, This Morning (entrevistando a la diseñadora de moda Tracy Boyd y otros), tres temporadas de The Clothes Show  de UKTV Style y en marzo de 2007 el controvertido documental The Truth About Size Zero por ITV.
Junto a su esposo Jamie Redknapp y el exfutbolista Tim Sherwood, Redknapp publicó una revista llamada Icon, dirigida únicamente a estrellas del deporte profesional y celebridades. Más tarde vendieron la revista a otro editor.
Nurding ha sido visto como el rostro de una serie de campañas publicitarias: la campaña «Safe And White» para Alliance Boots, los productos «Omega 3» de Flora, Boots UK y BT Group. Actualmente es embajadora de la marca Orbit, una guía de desintoxicación completa para los dientes y la boca, y es modelo para Avon.
En el otoño de 2007, Nurding fue revelada como la nueva cara de la ropa interior Triumph para 2007, 2008 y 2009. En noviembre de 2008, la familia Redknapp también fue presentada como la Familia Nintendo Wii para su campaña publicitaria de Navidad 2008, seguida de The Louise Redknapp Nintendo Wii Fit Campaign en marzo de 2009. En 2010, Redknapp y su esposo Jamie encabezaron una nueva campaña de Thomas Cook que promociona sus vacaciones en la televisión y en todos los medios.
En 2009, Redknapp filmó un documental de seguimiento The Truth about Super Skinny Pregnancies que muestra las presiones sobre las mujeres para mantenerse en forma durante y después de sus embarazos.
En septiembre del mismo año, Nurding presentó The Farmer Wants a Wife por Five, un relanzamiento de una serie que apareció originalmente en ITV en 2001. En el mismo año, Redknapp también fue anunciada como la cara del minorista de moda en línea Fashion Union.
En enero de 2010, Redknapp se hizo cargo de Amanda Hamilton como presentadora a tiempo completo del programa del domingo por la mañana de la BBC, Something for the Weekend. Sin embargo, no se le pidió que se uniera a sus copresentadores cuando el programa se trasladó al Channel 4 en marzo de 2012.
Fue juez en la versión del Reino Unido de So You Think You Can Dance, transmitida por BBC One.
En la edición de julio de 2004 de FHM, Redknapp fue nombrada la «mujer más sexy de la década».
En 2011, Redknapp debutó como actriz junto a Ray Winstone como Diana Smith en la película The Hot Potato.
Redknapp tiene una gama de cosméticos Wild About Beauty, que lanzó con la maquilladora Kim Jacob.
El 15 de agosto de 2016, Redknapp fue anunciada como concursante de la decimocuarta temporada de Strictly Come Dancing, siendo emparejada con el bailarín profesional Kevin Clifton. Ellos lograron llegar a la final, pero quedaron en el segundo puesto junto con Danny Mac y Oti Mabuse, perdiendo ante los ganadores Ore Oduba y Joanne Clifton.
En abril de 2018, Redknapp hizo su debut en la radio, invitando a presentar dos shows nocturnos en Heart, el 8 de abril y el 15 de abril, respectivamente.

## Vida personal
Se casó con el jugador de fútbol Jamie Redknapp en una ceremonia en Bermudas el 29 de junio de 1998.
Después de un diagnóstico de dolor de espalda por endometriosis y tratamiento con cirugía láser, Redknapp dio a luz a un niño llamado Charles William «Charley» Redknapp el 27 de julio de 2004 en el Hospital Portland de Londres. Charley fue nombrado después de su abuelo, quien murió el día en que Redknapp descubrió que estaba embarazada. Dio a luz a su segundo hijo, Beau Henry Redknapp, el 10 de noviembre de 2008, también en el Hospital Portland. Redknapp declaró que Beau fue nombrado como un tributo al padre de Jamie, el entrenador de fútbol Harry Redknapp, porque Harry nació en Bow.
Después de varios meses de especulación mediática sobre su matrimonio, Louise Redknapp confirmó durante una aparición en This Morning de ITV en septiembre de 2017 que se había separado de su esposo. Un tribunal de familia en el centro de Londres otorgó a la pareja un decreto nisi después de 19 años de matrimonio el 29 de diciembre de 2017.

## Actividades de caridad
En 2003, el sencillo de Redknapp «Pandora's Kiss»/«Don't Give Up», fue lanzado para recaudar fondos para la campaña «Tickled Pink» de Breast Cancer Care. También ha participado en una edición para celebridades de The Apprentice en 2008 para recaudar fondos para organizaciones benéficas. Redknapp organizó una venta benéfica de ropa de diseñadores famosos en los grandes almacenes de Selfridges de Londres para la organización benéfica Mothers Children en noviembre de 2009.

## Discografía

### Álbumes
| Naked - Publicado: 1996 - Posiciones en listas: No. 7 UK - Certificación del Reino Unido: Platino                           |
| Woman In Me - Publicado: 1997 - Posiciones en listas: No. 5 UK - Certificación del Reino Unido: Platino                     |
| Elbow Beach - Publicado: 2000 - Posiciones en listas: No. 12 UK - Certificación del Reino Unido: Plata                      |
| Changing Faces – The Best Of Louise - Publicado: 2001 - Posiciones en listas: No. 9 UK - Certificación del Reino Unido: Oro |
| Finest Moments - Publicado: 2002 - Posiciones en listas: No. 6 UK (Budget Album Chart) - Certificación del Reino Unido: N/A |

### Sencillos
| Año  | Sencillos                      | Posiciones en listas | Posiciones en listas | Posiciones en listas | Posiciones en listas | Posiciones en listas | Álbum                           |
| Año  | Sencillos                      | RU                   | AUS                  | IRL                  | FRA                  | HOL                  | Álbum                           |
| ---- | ------------------------------ | -------------------- | -------------------- | -------------------- | -------------------- | -------------------- | ------------------------------- |
| 1995 | «Light of My Life»             | 8                    | –                    | 18                   | –                    | –                    | Naked                           |
| 1996 | «In Walked Love»               | 17                   | –                    | 47                   | –                    | –                    | Naked                           |
| 1996 | «Naked»                        | 5                    | 70                   | 11                   | –                    | –                    | Naked                           |
| 1996 | «Undivided Love»               | 5                    | –                    | 13                   | –                    | –                    | Naked                           |
| 1996 | «One Kiss from Heaven»         | 9                    | –                    | 28                   | –                    | –                    | Naked                           |
| 1997 | «Arms Around the World»        | 4                    | –                    | 11                   | –                    | 95                   | Woman in Me                     |
| 1997 | «Let's Go Round Again»         | 10                   | –                    | 14                   | 30                   | 70                   | Woman in Me                     |
| 1998 | «All That Matters»             | 11                   | –                    | 33                   | –                    | –                    | Woman in Me                     |
| 2000 | «2 Faced»                      | 3                    | –                    | 13                   | –                    | –                    | Elbow Beach                     |
| 2000 | «Beautiful Inside»             | 13                   | –                    | 44                   | –                    | –                    | Elbow Beach                     |
| 2001 | «Stuck in the Middle with You» | 4                    | –                    | 19                   | –                    | –                    | Changing Faces – The Best Of... |
| 2003 | «Pandora's Kiss/Don't Give Up» | 5                    | –                    | 12                   | –                    | –                    | —                               |

### Otras canciones
- 1995 «Real Love» («Light of My Life», lado B)
- 1996 «All of You» («In Walked Love», lado B)
- 1996 «Do Me Right» («Naked», lado B)
- 1996 «Keep the Lovin' In» («Naked», lado B)
- 1996 «How in the World» («Undivided Love», lado B)
- 1996 «Better Next Time» («Undivided Love», lado B)
- 1997 «Don't Be Shy» («Arms Around the World», lado B/Pista del álbum Woman in Me)
- 1997 «Intimate» («Arms Around the World», lado B)
- 1997 «Just When I Thought» («Let's Go Round Again», lado B)
- 1997 «How You Make Me Feel» («Let's Go Round Again», lado B)
- 1997 «Distraction» (Pista japonesa del álbum Woman In Me)
- 1998 «Woman In Me (en vivo)» («All That Matters», lado B)
- 1998 «When Will My Heart Beat Again (en vivo)» («All That Matters», lado B)
- 1998 «If I Can't Have You» (Pista del álbum A Tribute To The Bee Gees)
- 2000 «Say Yes» («2 Faced», lado B)
- 2000 «Lost» («2 Faced», lado B/Pista del álbum Elbow Beach)
- 2000 «Clear Water» («Beautiful Inside», lado B)
- 2000 «Better Back Off» («Beautiful Inside», lado B)
- 2003 «Don't Give Up» («Pandora's Kiss», lado B)